# Orestes (Heermeister)
Orestes (* vor 430; † 28. August 476) war ein spätantiker Diplomat und Militär im späten 5. Jahrhundert.

## Leben
Orestes war der Sohn eines gewissen Tatulus und hatte einen Bruder namens Paulus. Er stammte aus der Provinz Pannonia, die seit 433 weitgehend unter Herrschaft der Hunnen stand. Als Sekretär (notarius) und Gesandter des Hunnenkönigs Attila genoss er dessen Vertrauen. Orestes reiste wiederholt an den Hof des oströmischen Kaisers Theodosius II. und empfing 448/49 eine oströmische Gesandtschaft bei Attila, zu der unter anderem auch der Geschichtsschreiber Priskos gehörte, der einen ausführlichen (heute noch weitgehend erhaltenen) Bericht über diese Reise verfasste. Da Orestes 448/49 eine relativ hohe Stellung bekleidete, wird er wohl vor 430 geboren worden sein. Er war mit der Tochter eines weströmischen hohen Beamten namens Romulus verheiratet, der im Auftrag des Flavius Aëtius als weströmischer Gesandter (zusammen mit Tatulus) etwa gleichzeitig mit der Gesandtschaft des Priskos am Hunnenhof eintraf.
Nach Attilas Tod im Jahre 453 verliert sich zunächst seine Spur. Orestes diente dann in weströmischen Diensten, wurde Patricius und schließlich 475 magister militum (Heermeister) und somit Oberbefehlshaber in Italien. Im August 475 stürzte Orestes den weströmischen Kaiser Julius Nepos; dieser floh in die Provinz Dalmatia und regierte dort als letzter offizieller Kaiser Westroms bis zu seinem Tode im Jahre 480. Am 31. Oktober 475 erhob Orestes seinen Sohn Romulus Augustus, später mit dem Spottnamen „Augustulus“ („Kaiserlein“) bezeichnet, zum Kaiser, wenngleich die eigentlichen Machthaber Orestes und dessen Bruder Paulus waren.
Als die „barbarischen“ Hilfstruppen – ein reguläres römisches Heer existierte zu diesem Zeitpunkt praktisch nicht mehr – im Sommer 476 Siedlungsland in Italien forderten, verweigerte Orestes dies. Daraufhin erhoben sie sich unter Führung des Offiziers Odoaker am 23. August 476 gegen ihn; kurz darauf wurde Orestes bei Placentia in Norditalien geschlagen und getötet.
Sein Bruder Paulus wurde wenige Tage später in Ravenna ermordet. Orestes’ Sohn Romulus Augustulus, der Titelheld von Dürrenmatts Komödie Romulus der Große, wurde verschont und nur abgesetzt. Das weströmische Kaisertum war nun faktisch erloschen, wenngleich dieses Ereignis wohl bei den Zeitgenossen kaum größere Aufmerksamkeit erregte und Julius Nepos noch bis 480 lebte.